# Liban aux Jeux olympiques d'hiver de 1988
Le Liban participe aux Jeux olympiques d'hiver de 1988, qui ont lieu à Calgary au Canada. Ce pays, représenté par quatre athlètes en ski alpin, prend part aux Jeux d'hiver pour la onzième fois de son histoire. Il ne remporte pas de médaille.

## Résultats

### Ski alpin
| Athlète         | Épreuve      | Manche 1        | Manche 2        | Total           | Total           |
| Athlète         | Épreuve      | Temps           | Temps           | Temps           | Rang            |
| --------------- | ------------ | --------------- | --------------- | --------------- | --------------- |
| Elias Majdalani | Super-G      |                 |                 | 1:47.58         | 32              |
| Toni Salame     | Slalom géant | Disqualifié     | Disqualifié     | Disqualifié     | Disqualifié     |
| Pierre Succar   | Slalom géant | Disqualifié     | Disqualifié     | Disqualifié     | Disqualifié     |
| Karim Sabbagh   | Slalom géant | Disqualifié     | Disqualifié     | Disqualifié     | Disqualifié     |
| Elias Majdalani | Slalom géant | 1:10.95         | 1:08.63         | 2:19.58         | 38              |
| Pierre Succar   | Slalom       | Disqualifié     | Disqualifié     | Disqualifié     | Disqualifié     |
| Elias Majdalani | Slalom       | N'a pas terminé | N'a pas terminé | N'a pas terminé | N'a pas terminé |
| Karim Sabbagh   | Slalom       | 1:16.52         | 1:10.15         | 2:26.67         | 40              |
| Toni Salame     | Slalom       | 1:12.74         | 1:04.23         | 2:16.97         | 34              |